# Richard Trevithick
Richard Trevithick (Cornualha, 13 de Abril de 1771 — Dartford, 22 de Abril de 1833) foi um inventor britânico. Filho de um capitão mineiro e nascido no coração da mineração da Cornualha, Trevithick mergulhou na mineração e na engenharia desde muito jovem. Ele foi um dos pioneiros do transporte rodoviário e ferroviário movido a vapor, e suas contribuições mais significativas foram o desenvolvimento da primeira máquina a vapor de alta pressão e a primeira locomotiva a vapor ferroviária em funcionamento. A primeira viagem ferroviária transportada por locomotiva do mundo ocorreu em 21 de fevereiro de 1804, quando a locomotiva a vapor sem nome de Trevithick rebocou um trem ao longo do bonde da Penydarren Ironworks, em Merthyr Tydfil, País de Gales.
Voltando seus interesses para o exterior, Trevithick também trabalhou como consultor de mineração no Peru e posteriormente explorou partes da Costa Rica. Ao longo de sua carreira profissional, ele passou por muitos altos e baixos, e em um ponto enfrentou a ruína financeira, também sofrendo com a forte rivalidade de muitos engenheiros de mineração e vapor da época. Durante o auge de sua carreira, ele foi uma figura bem respeitada e conhecida na mineração e engenharia, mas perto do fim de sua vida ele caiu fora dos olhos do público.

## Biografia
Era filho de um engenheiro e, em criança, costumava ver máquinas a vapor, bombearem água para fora das minas de estanho e cobre, muito comuns nessa época naquela região.
Dedicou-se a melhorar o design dos motores a vapor, construindo máquinas mais leves e menores, mas com caldeiras mais fortes, onde era possível gerar pressões de vapor mais altas e por consequência, mais energia.
Em 1801 aplicou rodas a uma das suas máquinas. Esta locomotiva rodoviária que ficou conhecida como The Puffing Devil, terá sido um dos primeiros veículos rodoviários a carregar passageiros movendo-se pela sua própria fonte de energia (antes de Trevithick, já Joseph Cugnot, tinha construído uma máquina similar). Este veículo, predecessor do automóvel, andava pelas ruas de Camborne passeando os amigos de Trevithick mas, como não conseguia manter a pressão do vapor durante muito tempo, não teve grandes efeitos práticos.
Em 1803, Trevithick construiu outro veículo auto propulsionado, chamava-se “London Steam Carriage” (Carruagem a Vapor de Londres) e era basicamente, uma carruagem com um motor a vapor acoplado. Esta máquina atraiu bastante a atenção do público e da imprensa mas não teve sucesso, devido ao seu custo ser muito superior ao das tradicionais carruagens puxadas por cavalos.
No ano seguinte, construiu a primeira locomotiva para caminho de ferro. Esta máquina que não tinha nome, foi usada nas minas de ferro em Pen-Y-Darren no País de Gales. Com 10 vagões atrelados, à velocidade de 8 Km/hora, fez a sua primeira viagem no dia 21 de Fevereiro de 1804. Embora tivesse funcionado, o seu sucesso foi efémero: a máquina avariava constantemente e o seu peso, partia os carris, desenhados para serem utilizados pelas carruagens puxadas por cavalos. Trevithick viria a construir mais uma locomotiva em Coalbrookdale mas pouco ou nada se sabe acerca dessa máquina.
Trevithick foi um pioneiro cujas invenções eram avançadas demais para a sua época; além das locomotivas, construiu barcos a vapor, máquinas de debulhar e de dragar, no entanto nunca conseguiu investidores que o ajudassem a desenvolver as suas invenções.
Em 1816, Trevithick mudou-se para o Peru para trabalhar como engenheiro nas minas e construir locomotivas que as servissem. Apesar do sucesso inicial, o começo da guerra civil em 1826 forçou-o a voltar a Inglaterra sem um tostão, e ainda ter seu pedido de pensão governamental negado.
Apesar do seu gênio inventivo, Trevithick morreu na pobreza, e,se não fosse um grupo de trabalhadores locais, Trevithick teria o tumulo de um mendigo.

## Motor de alta pressão

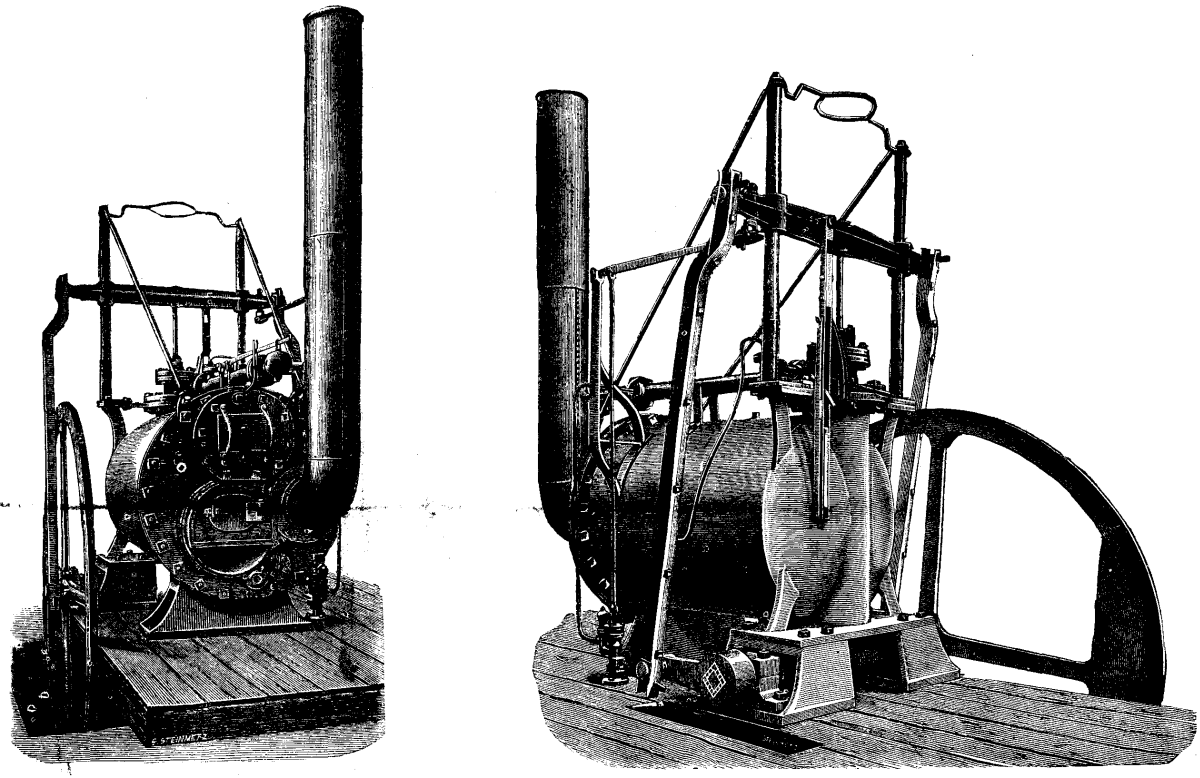
O motor nº 14 de Trevithick, construído por Hazledine and Company, Bridgnorth, por volta de 1804, e ilustrado após ser resgatado por volta de 1885; de Scientific American Supplement, Vol. XIX, No. 470, 3 de janeiro de 1885. Esta máquina está em exibição no Science Museum (Londres).
À medida que sua experiência crescia, ele percebeu que as melhorias na tecnologia da caldeira agora permitiam a produção segura de vapor de alta pressão, que poderia mover um pistão em uma máquina a vapor por conta própria, em vez de usar pressão próxima à atmosférica, em uma máquina de condensação.
Ele não foi o primeiro a pensar no chamado "vapor forte" ou vapor de cerca de 30 psi (210 kPa). William Murdoch havia desenvolvido e demonstrado um modelo de carro a vapor, inicialmente em 1784, e demonstrado a Trevithick a seu pedido em 1794. Na verdade, Trevithick morava ao lado de Murdoch em Redruth em 1797 e 1798. Oliver Evans nos Estados Unidos também se preocupou com o conceito, mas não há indicação de que suas ideias algum dia chegaram à atenção de Trevithick.
Independentemente disso, Arthur Woolf experimentava pressões mais altas enquanto trabalhava como engenheiro-chefe da Cervejaria Griffin (proprietários Meux e Reid). Este era um motor projetado por Hornblower e Maberly, e os proprietários estavam ansiosos para ter o melhor motor a vapor de Londres. Por volta de 1796, Woolf acreditava que poderia economizar quantidades substanciais de consumo de carvão.
De acordo com seu filho Francis, Trevithick foi o primeiro a fazer funcionar o vapor de alta pressão na Inglaterra em 1799, embora outras fontes digam que ele inventou seu primeiro motor de alta pressão em 1797. Não só o faria uma máquina a vapor de alta pressão eliminaria o condensador, mas permitiria o uso de um cilindro menor, economizando espaço e peso. Ele raciocinou que seu motor agora poderia ser mais compacto, mais leve e pequeno o suficiente para carregar seu próprio peso, mesmo com uma carruagem acoplada. (Observe que não utilizou a expansão do vapor, o chamado "trabalho expansivo" veio depois).

### Experiências iniciais
Trevithick começou a construir seus primeiros modelos de motores a vapor de alta pressão (ou seja, algumas atmosferas) - primeiro um estacionário e, posteriormente, acoplado a um vagão. Foi utilizado cilindro de dupla ação, com distribuição de vapor por meio de válvula de quatro vias. O vapor de exaustão era ventilado por meio de um tubo vertical ou chaminé direto para a atmosfera, evitando assim um condensador e qualquer possível violação da patente de Watt. O movimento linear foi convertido diretamente em movimento circular por meio de uma manivela em vez de usar um feixe mais pesado.

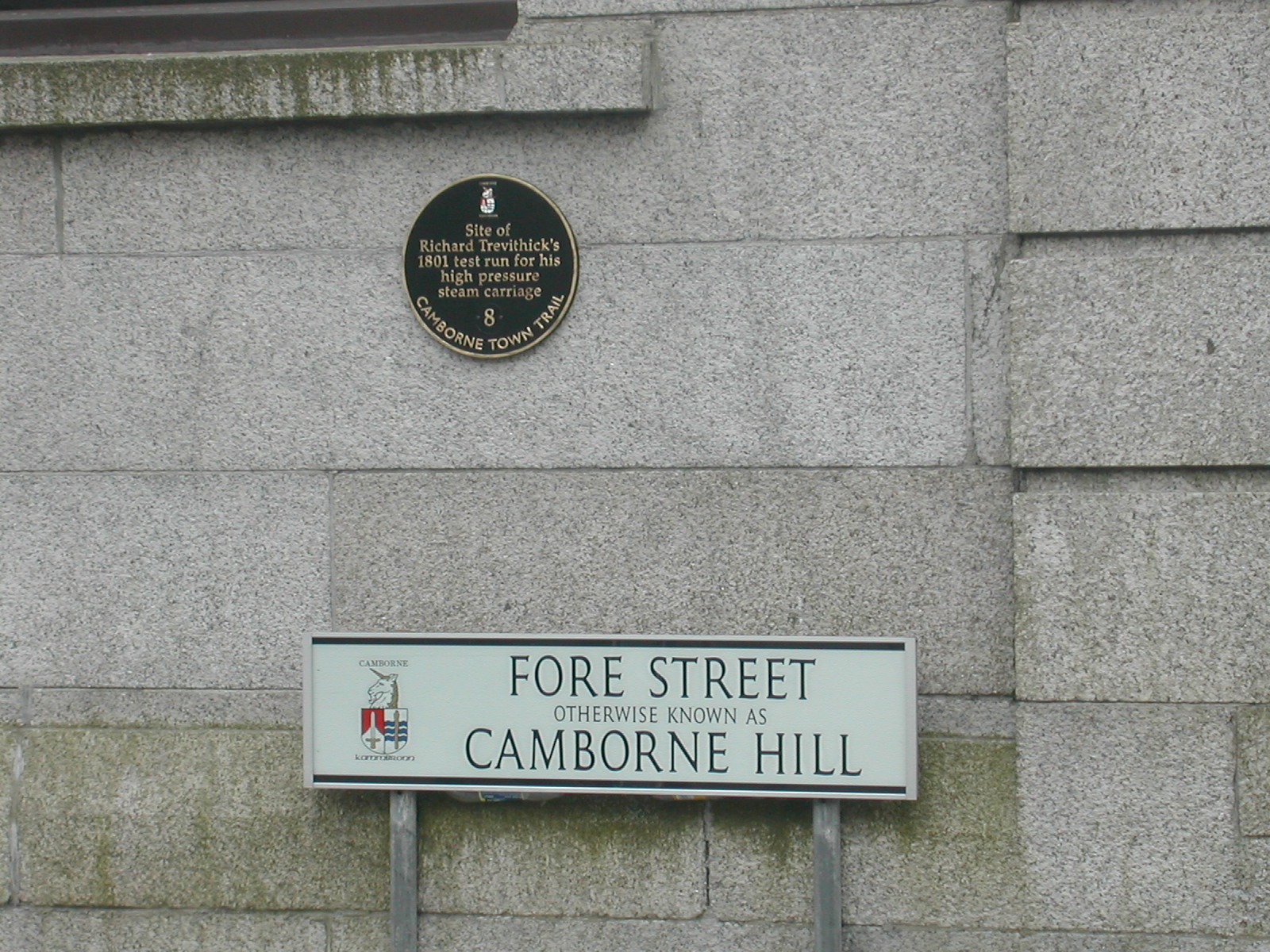
Nome da rua Camborne Hill e placa em homenagem à demonstração da carruagem a vapor de Trevithick em 1801.

### Puffing Devil
Trevithick construiu uma locomotiva a vapor de tamanho real em 1801, em um local próximo à atual Fore Street em Camborne. (Um vagão a vapor construído em 1770 por Nicolas-Joseph Cugnot pode ter uma reclamação anterior.) Trevithick chamou sua carruagem de Puffing Devil e na véspera de Natal daquele ano, ele demonstrou isso transportando com sucesso seis passageiros pela Rua Fore e depois continuando subindo Camborne Hill, de Camborne Cross, até a vila próxima de Beacon. Seu primo e sócio, Andrew Vivian, dirigia a máquina. Ele inspirou a popular canção folclórica da Cornualha "Camborne Hill".
Durante outros testes, a locomotiva de Trevithick quebrou três dias depois, após passar por um barranco na estrada. O veículo foi deixado sob um abrigo com o fogo ainda queima enquanto os operadores retiraram-se para uma vizinha casa pública para uma refeição de ganso assado e bebidas. Enquanto isso, a água ferveu, o motor superaqueceu e a máquina queimou, destruindo-a. Trevithick não considerou isso um revés sério, mas sim um erro do operador.
Em 1802, Trevithick patenteou sua máquina a vapor de alta pressão. Para provar suas idéias, ele construiu um motor estacionário na fábrica da Coalbrookdale Company em Shropshire em 1802, forçando a água a uma altura medida para medir o trabalho realizado. O motor funcionava a quarenta golpes de pistão por minuto, com uma pressão de caldeira sem precedentes de 145 psi (1 000 kPa).

### Locomotiva Coalbrookdale

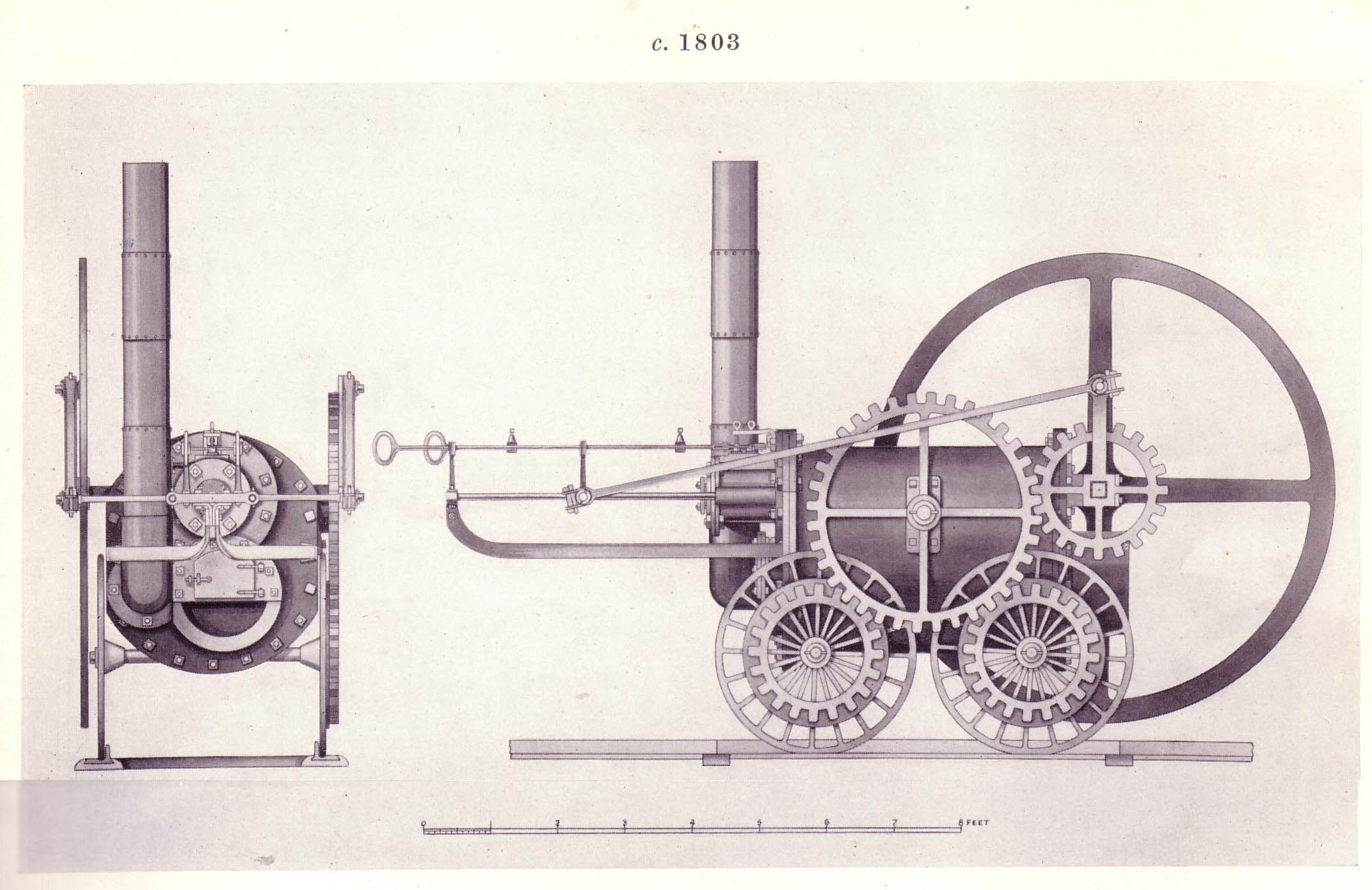
Um desenho da locomotiva Coalbrookdale do Museu da Ciência.

Em 1802, a Coalbrookdale Company em Shropshire construiu uma locomotiva ferroviária para ele, mas pouco se sabe sobre ela, incluindo se realmente funcionou ou não. A morte de um trabalhador da empresa em um acidente envolvendo a máquina teria feito com que a empresa deixasse de operá-la na ferrovia existente. Até o momento, a única informação conhecida sobre ele vem de um desenho preservado no Museu da Ciência, em Londres, junto com uma carta escrita por Trevithick para seu amigo Davies Giddy. O projeto incorporou um único cilindro horizontal encerrado em uma caldeira de retorno. Um volantemovia as rodas de um lado por meio de engrenagens dentadas, e os eixos eram montados diretamente na caldeira, sem moldura. No desenho, a haste do pistão, as barras-guia e a cruzeta estão localizadas diretamente acima da porta da fornalha, tornando o motor extremamente perigoso para incêndio em movimento. Além disso, o desenho indica que a locomotiva correu em uma placa com bitola de 3 pés (914 mm).
Este é o desenho usado como base para todas as imagens e réplicas da locomotiva "Pen-y-darren" posterior, já que nenhum plano para essa locomotiva sobreviveu.

### London Steam Carriage

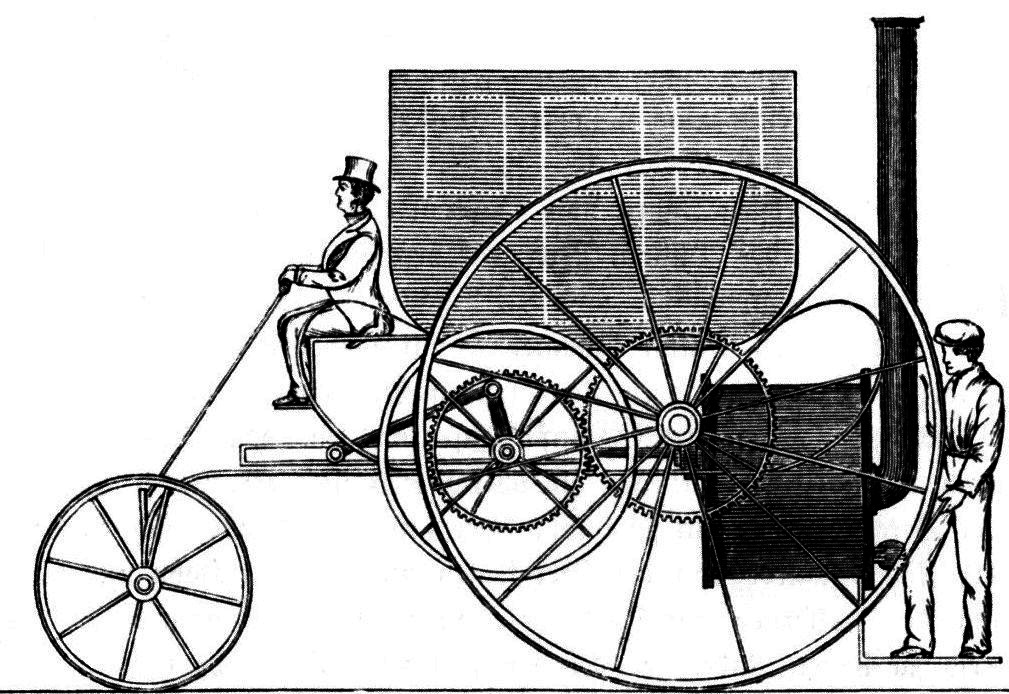
The London Steam Carriage, de Trevithick e Vivian, demonstrado em Londres em 1803.

O Puffing Devil foi incapaz de manter pressão de vapor suficiente por longos períodos e teria sido de pouca utilidade prática. Ele construiu outro veículo rodoviário movido a vapor em 1803, chamado London Steam Carriage, que atraiu muita atenção do público e da imprensa quando ele o dirigiu naquele ano de Holborn a Paddington e vice-versa. Era desconfortável para os passageiros e provou ser mais caro para operar do que uma carruagem puxada por cavalos, e foi abandonado.

### Tragédia em Greenwich
Também em 1803, um dos motores de bombeamento estacionários de Trevithick em uso em Greenwich explodiu, matando quatro homens. Embora Trevithick tenha considerado a explosão como sendo causada por um caso de operação descuidada ao invés de erro de projeto, o incidente foi explorado implacavelmente por James Watt e Matthew Boulton (concorrentes e promotores do motor de baixa pressão) que destacaram os riscos percebidos do uso de alta vapor de pressão.
A resposta de Trevithick foi incorporar duas válvulas de segurança em projetos futuros, apenas uma das quais poderia ser ajustada pelo operador. A válvula ajustável compreendia um disco cobrindo um pequeno orifício no topo da caldeira acima do nível da água na caixa de vapor. A força exercida pela pressão do vapor foi equalizada por uma força oposta criada por um peso preso a uma alavanca articulada. A posição do peso na alavanca era ajustável, permitindo ao operador definir a pressão máxima do vapor. Trevithick também adicionou um plugue fusível de chumbo, posicionado na caldeira logo abaixo do nível mínimo de água segura. Em operação normal, a temperatura da água não pode exceder a de ebulição água e manteve o chumbo abaixo de seu ponto de fusão. Se a água acabasse, o tampão de chumbo fica exposto e o efeito de resfriamento da água é perdido. A temperatura então aumentaria o suficiente para derreter o chumbo, liberando vapor no fogo, reduzindo a pressão da caldeira e fornecendo um alarme sonoro em tempo suficiente para que o operador abafasse o fogo e deixasse a caldeira esfriar antes que o dano pudesse ocorrer. Ele também introduziu o teste hidráulico de caldeiras e o uso de um manômetro de mercúrio para indicar a pressão.

### Locomotiva "Pen-y-Darren"

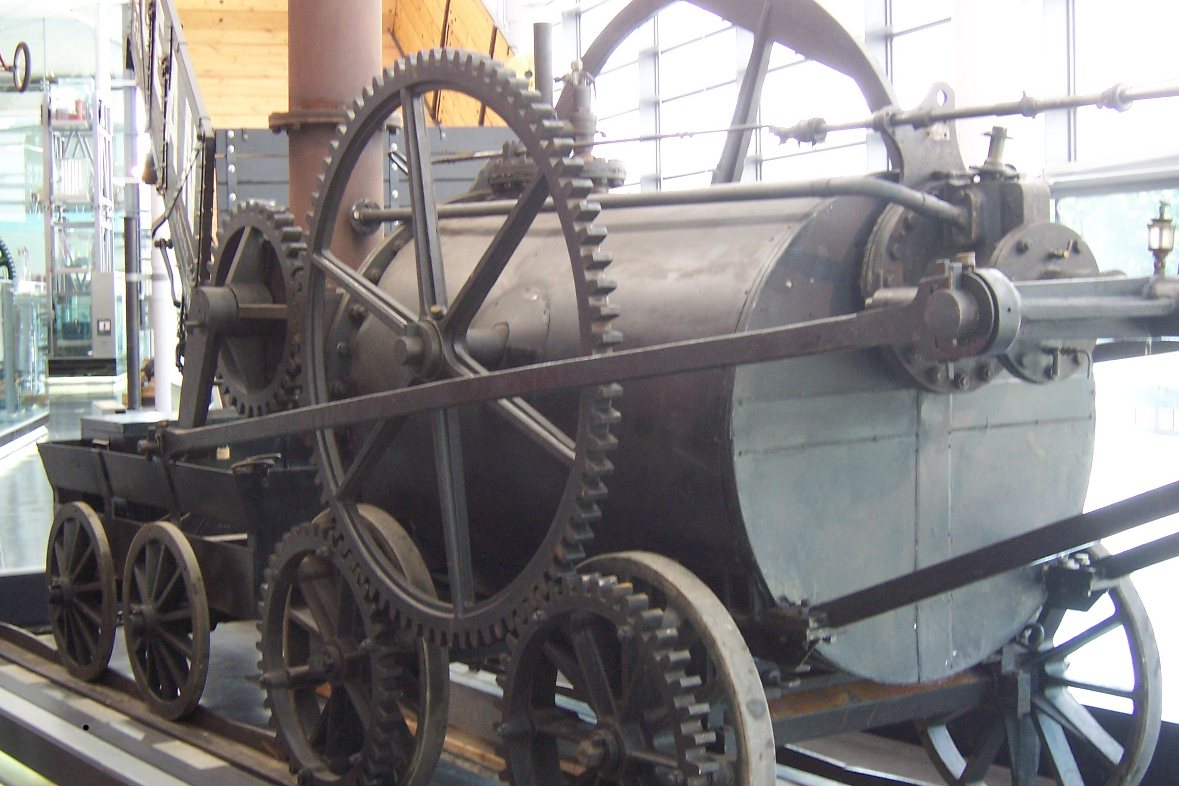
Locomotiva de Trevithick de 1804. Esta reconstrução em grande escala está no National Waterfront Museum, Swansea.

Em 1802, Trevithick construiu um de seus motores a vapor de alta pressão para dirigir um martelo na Ironworks Pen-y-Darren em Merthyr Tydfil, Mid Glamorgan. Com o auxílio de Rees Jones, funcionário da ferraria e sob a supervisão de Samuel Homfray, o proprietário, ele montou a locomotiva sobre rodas e a transformou em locomotiva. Em 1803, Trevithick vendeu as patentes de suas locomotivas para Samuel Homfray.
Homfray ficou tão impressionado com locomotiva de Trevithick que ele fez uma aposta com outro ironmaster, Richard Crawshay, por 500 guinéus que locomotiva a vapor de Trevithick poderia transportar dez toneladas de ferro ao longo da Merthyr Tydfil Tramroad de Penydarren (51°45′03″N 3°22′33″W) até Abercynon (51°38′44″N 3°19′27″W), uma distância de 9,75 milhas (15,69 km). Em meio ao grande interesse do público, em 21 de fevereiro de 1804 transportou com sucesso 10 toneladas de ferro, 5 vagões e 70 homens a distância total em 4 horas e 5 minutos, a uma velocidade média de aproximadamente 2,4 mph (3,9 km/h). Além de Homfray, Crawshay e os passageiros, outras testemunhas incluíam o Sr. Giddy, um patrono respeitado de Trevithick e um 'engenheiro do governo'. O engenheiro do governo provavelmente era um inspetor de segurança e estava particularmente interessado na capacidade da caldeira de suportar altas pressões de vapor.
A configuração do motor Pen-y-Darren diferia do motor Coalbrookdale. O cilindro foi movido para a outra extremidade da caldeira para que a porta corta-fogo ficasse fora do caminho das partes móveis. Obviamente, isso também envolvia colocar o virabrequim na extremidade da chaminé. A locomotiva era composta por uma caldeira com uma chaminé de retorno simples montada em uma estrutura de quatro rodas. Em uma extremidade, um único cilindro com curso muito longo foi montado parcialmente na caldeira, e uma cruzeta da haste do pistão corria ao longo de uma barra deslizante, um arranjo que parecia um trombone gigante. Como havia apenas um cilindro, ele estava acoplado a um grande volante montado em um dos lados. A inércia rotacional do volante igualaria o movimento transmitido a uma roda dentada central que, por sua vez, estava conectada às rodas motrizes. Ele usava um cilindro de alta pressão sem condensador; o vapor de exaustão era enviado pela chaminé auxiliando a tiragem através do fogo, aumentando ainda mais a eficiência.
A aposta foi ganha. Apesar das dúvidas de muitas pessoas, foi demonstrado que, desde que o declive fosse suficientemente suave, era possível transportar carruagens pesadas ao longo de uma estrada de ferro lisa usando apenas o peso adesivo de uma locomotiva a vapor adequadamente pesada e potente. Trevithick foi provavelmente o primeiro a fazê-lo; no entanto, algumas das placas curtas de ferro fundido da estrada de ferro quebraram sob a locomotiva, pois se destinavam apenas a suportar a carga por eixo mais leve dos vagões puxados por cavalos e, portanto, a estrada de bonde voltou a ter cavalos de força após o teste inicial.
Homfray ficou satisfeito por ter vencido sua aposta. O motor foi colocado em blocos e revertido ao seu trabalho estacionário original de martelos de acionamento.
No Merthyr Tydfil dos dias modernos, atrás do monumento à locomotiva de Trevithick está uma parede de pedra, o único remanescente da antiga parede limite da Casa Penydarren de Homfray.
Uma reconstrução funcional em grande escala da locomotiva Pen-y-darren foi encomendada em 1981 e entregue ao Museu Marítimo e Industrial Galês em Cardiff; quando fechou, foi transferido para o National Waterfront Museum em Swansea.

### Locomotiva "Newcastle"
Christopher Blackett, proprietário da mina de carvão Wylam perto de Newcastle, ouviu falar do sucesso no País de Gales e escreveu a Trevithick pedindo projetos de locomotivas. Estes foram enviados para John Whitfield em Gateshead, o agente de Trevithick, que em 1804 construiu o que foi provavelmente a primeira locomotiva a ter rodas flangeadas. Blackett estava usando trilhos de madeira para seu bonde e, mais uma vez, a máquina de Trevithick se mostraria muito pesada para seus trilhos.

### Catch Me Who Can

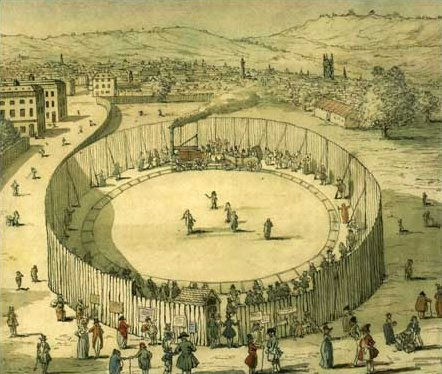
O circo a vapor de Trevithick.

Em 1808, Trevithick divulgou sua experiência em locomotivas a vapor construindo uma nova locomotiva chamada Catch Me Who Can, construída para ele por John Hazledine e John Urpeth Rastrick em Bridgnorth em Shropshire, e batizada pela filha de Davies Giddy. A configuração diferia das locomotivas anteriores porque o cilindro era montado verticalmente e acionava um par de rodas diretamente, sem volante ou engrenagem. Esta foi provavelmente a quarta locomotiva de Trevithick, depois das usadas em Coalbrookdale, siderúrgica Pen-y-darren e mina de carvão Wylam. Ele o percorreu em uma pista circular ao sul da atual estação de metrô Euston Square, em Londres. O site em Bloomsbury foi recentemente identificada arqueologicamente como aquela ocupada pelo Edifício Chadwick, parte da University College London.
A admissão ao "circo a vapor" custava um xelim incluindo uma cavalgada e a intenção era mostrar que a viagem de trem era mais rápida do que a cavalo. Este empreendimento também sofreu com trilhas fracas e o interesse público foi limitado.
Trevithick ficou desapontado com a resposta e não projetou mais locomotivas ferroviárias. Não foi até 1812 que as locomotivas de dois cilindros a vapor, construído por Matthew Murray em Holbeck, iniciado com êxito substituindo cavalos para transportar vagões de carvão na borda blasfemava, pinhão e cremalheira Middleton Railway da mina de Middleton em Leeds, West Yorkshire.

## Projetos de engenharia

### Túnel do Tamisa
Robert Vazie, outro engenheiro da Cornualha, foi selecionado pela Thames Archway Company em 1805 para dirigir um túnel sob o rio Tâmisa em Rotherhithe. Vazie encontrou sérios problemas com o influxo de água e não foi além de afundar os poços de extremidade quando os diretores chamaram Trevithick para uma consulta. Os diretores concordaram em pagar a Trevithick £ 1 000 (o equivalente a £ 80 173 em 2019) se ele conseguiu completar o túnel com sucesso, um comprimento de 1 220 pés (370 m). Em agosto de 1807, ele começou a dirigir um pequeno túnel piloto ou driftway de 5 pés (1,5 m) de altura afinando de 2 pés e 6 polegadas (0,76 m) na parte superior a 3 pés (0,91 m) na parte inferior. Em 23 de dezembro, após ter avançado 950 pés (290 m), o progresso foi atrasado após uma súbita irrupção de água; e apenas um mês depois, em 26 de janeiro de 1808, a 1 040 pés (320 m), ocorreu uma irrupção mais séria. O túnel foi inundado; Trevithick, sendo o último a sair, quase se afogou. Clay foi jogado no leito do rio para selar o buraco e o túnel foi drenado, mas a mineração agora era mais difícil. O progresso estagnou e alguns dos diretores tentaram desacreditar Trevithick, mas a qualidade de seu trabalho acabou sendo mantida por duas minas de carvão engenheiros do Norte da Inglaterra. Apesar de sugerir várias técnicas de construção para concluir o projeto, incluindo um tubo submerso de ferro fundido, os vínculos de Trevithick com a empresa cessaram e o projeto nunca foi realmente concluído.

#### Conclusão
O primeiro túnel bem-sucedido sob o Tâmisa foi iniciado por Sir Marc Isambard Brunel em 1823, 0,75 milhas (1 200 m) rio acima, auxiliado por seu filho Isambard Kingdom Brunel (que também quase morreu no colapso do túnel). Marc Brunel finalmente o concluiu em 1843, sendo os atrasos devidos a problemas de financiamento.
A sugestão de Trevithick de uma abordagem de tubo submerso foi implementada com sucesso pela primeira vez através do Rio Detroit entre Michigan nos Estados Unidos e Ontário no Canadá com a construção do Michigan Central Railway Tunnel, sob a supervisão de engenharia do vice de engenharia da New York Central Railway presidente, William J Wilgus. A construção começou em 1903 e foi concluída em 1910. O túnel Detroit-Windsor, que foi concluído em 1930 para o tráfego automotivo, e o túnel sob o porto de Hong Kong também foram projetos de tubos submersos.

### Voltar para Londres
Trevithick passou a pesquisar outros projectos de exploração de seus motores a vapor de alta pressão: chato de bronze para canhão fabricação, pedra de esmagamento, rolando moinhos, martelos de forja, alto-forno ventiladores, bem como as de mineração tradicionais aplicações. Ele também construiu uma barcaça movida a rodas de pás e várias dragas.
Trevithick viu oportunidades em Londres e convenceu sua esposa e quatro filhos com relutância a se juntar a ele em 1808 por dois anos e meio hospedando-se primeiro em Rotherhithe e depois em Limehouse.

### Projetos náuticos
Em 1808, Trevithick firmou parceria com Robert Dickinson, um comerciante das Índias Ocidentais. Dickinson apoiou várias patentes de Trevithick. O primeiro deles foi o Operário Náutico; um rebocador a vapor com um guindaste flutuante impulsionado por rodas de pás. No entanto, não atendeu aos regulamentos de incêndio para as docas, e a Sociedade dos Quitadores de Carvão, preocupada em perder seu ganha-pão, chegou a ameaçar a vida de Trevithick.
Outra patente foi para a instalação de tanques de ferro em navios para armazenamento de carga e água em vez de tonéis de madeira. Uma pequena fábrica foi montada em Limehouse para fabricá-los, empregando três homens. Os tanques também foram usados para levantar destroços naufragados, colocando-os sob os destroços e criando flutuabilidade ao enchê-los de ar. Em 1810, um naufrágio perto de Margate foi levantado dessa forma, mas houve uma disputa sobre o pagamento e Trevithick foi levado a cortar as amarras e deixá-lo afundar novamente.
Em 1809, Trevithick trabalhou em várias idéias de melhorias para navios: docas flutuantes de ferro, navios de ferro, mastros telescópicos de ferro, estruturas de navios melhoradas, boias de ferro e uso do calor das caldeiras dos navios para cozinhar.

### Doença, dificuldades financeiras e retorno à Cornualha
Em maio de 1810, Trevithick pegou febre tifóide e quase morreu. Em setembro, ele havia se recuperado o suficiente para viajar de volta à Cornualha de navio, e em fevereiro de 1811 ele e Dickinson foram declarados falidos. Eles só foram dispensados em 1814, pois Trevithick pagou a maior parte das dívidas da sociedade com seus próprios fundos.

### Caldeira e motor da Cornualha
Por volta de 1812, Trevithick projetou a "caldeira Cornish". Eram caldeiras cilíndricas horizontais com um único tubo de incêndio interno ou chaminé passando horizontalmente pelo meio. Os gases quentes de exaustão do fogo passaram pela chaminé, aumentando assim a área de superfície, aquecendo a água e melhorando a eficiência. Esses tipos foram instalados nos motores de bombeamento Boulton e Watt em Dolcoath e mais que dobraram sua eficiência.
Novamente em 1812, ele instalou uma nova máquina a vapor de condensação experimental de "alta pressão" em Wheal Prosper. Este ficou conhecido como o motor da Cornualha e era o mais eficiente do mundo naquela época. Outros engenheiros da Cornualha contribuíram para seu desenvolvimento, mas o trabalho de Trevithick foi predominante. No mesmo ano, ele instalou outro motor de alta pressão, embora sem condensação, em uma debulhadora em uma fazenda em Probus, Cornwall. Foi muito bem-sucedido e provou ser mais barato do que os cavalos que substituiu. Esteve em uso por 70 anos e depois foi retirado para uma exposição no Museu da Ciência.

### Mecanismo de recuo
Em um dos projetos mais incomuns de Trevithick, ele tentou construir uma 'máquina de recuo' semelhante à eolípila descrita por Hero of Alexandria por volta de 50 d.C. A máquina de Trevithick compreendia uma caldeira alimentando um eixo oco para direcionar o vapor para uma roda de Catarina com dois jatos de vapor de orifício fino em sua circunferência. A primeira roda tinha 15 pés (4,6 m) de diâmetro e uma tentativa posterior tinha 24 pés (7,3 m) de diâmetro. Para obter qualquer torque utilizável, o vapor teve que sair dos bicos em uma velocidade muito alta e em um volume tão grande que provou não operar com a eficiência adequada. Hoje isso seria reconhecido como uma turbina de reação.

## América do Sul

### Drenando as minas de prata peruanas
Em 1811, a drenagem de água das ricas minas de prata de Cerro de Pasco, no Peru, a uma altitude de 4 330 metros (14 210 pés), representou sérios problemas para o homem responsável, Francisco Uville. Os motores de condensação de baixa pressão de Boulton e Watt desenvolveram tão pouca potência que se tornaram inúteis nesta altitude, e não podiam ser desmontados em pedaços suficientemente pequenos para serem transportados até lá ao longo de trilhas de mulas. Uville foi enviado à Inglaterra para investigar o uso da máquina a vapor de alta pressão de Trevithick. Ele comprou um por 20 guinéus, transportou-o de volta e descobriu que funcionava de forma bastante satisfatória. Em 1813 Uville zarpou novamente para a Inglaterra e, doente no caminho, interrompeu sua viagem via Jamaica. Quando ele se recuperou, ele embarcou no navio 'Fox' de Falmouth, coincidentemente com um dos primos de Trevithick a bordo do mesmo navio. A casa de Trevithick ficava a apenas alguns quilômetros de Falmouth, então Uville pôde encontrá-lo e contar-lhe sobre o projeto.

### Trevithick parte para a América do Sul
Em 20 de outubro de 1816, Trevithick deixou Penzance no navio baleeiro Asp acompanhado por um advogado chamado Page e um caldeireiro com destino ao Peru. Ele foi recebido por Uville com honra inicialmente, mas as relações logo se desfizeram e Trevithick partiu, desgostoso com as acusações dirigidas a ele. Ele viajou muito pelo Peru atuando como consultor em métodos de mineração. O governo concedeu-lhe alguns direitos minerários e ele encontrou áreas de mineração, mas não tinha recursos para desenvolvê-las, com exceção de uma mina de cobre e prata em Caxatambo. Depois de um tempo servindo no exército de Simón Bolívar, ele retornou a Caxatambo, mas devido ao estado instável do país e à presença do exército espanhol, ele foi forçado a deixar a área e abandonar £ 5 000 em minério pronto para embarcar. Uville morreu em 1818 e Trevithick logo retornou a Cerro de Pasco para continuar minerando. No entanto, a guerra de libertação negou-lhe vários objetivos. Enquanto isso, de volta à Inglaterra, ele foi acusado de negligenciar sua esposa Jane e sua família na Cornualha.

### Explorando o istmo da Costa Rica a pé
Depois de deixar Cerro de Pasco, Trevithick passou pelo Equador a caminho de Bogotá, na Colômbia. Ele chegou à Costa Rica em 1822 com a esperança de desenvolver máquinas de mineração. Ele passou um tempo procurando uma rota prática para transportar minério e equipamentos, optando por usar o rio San Juan, o rio Sarapiqui e depois uma ferrovia para cobrir a distância restante. Em uma biografia, seu filho escreveu que Trevithick tinha em mente uma ferrovia movida a vapor e não movida a mulas.
A festa inicial era composta por Trevithick, o projetor de mineração escocês James Gerard, dois alunos: José Maria Montealegre (um futuro presidente da Costa Rica) e seu irmão Mariano, que Gerard pretendia matricular em um pequeno internato em Lauderdale House em Highgate ( onde Trevithick mais tarde fez sua casa temporária em Londres), e sete nativos, três dos quais voltaram para casa depois de guiá-los na primeira parte de sua jornada. A jornada foi traiçoeira - um dos membros do grupo se afogou em uma torrente violenta e Trevithick quase foi morto em pelo menos duas ocasiões. No primeiro ele foi salvo do afogamento por Gerard, e no segundo ele quase foi devorado por um crocodilo após uma disputa com um homem local a quem ele ofendeu de alguma forma. Ainda na companhia de Gerard, ele foi para Cartagena, onde por acaso encontrou Robert Stephenson, que estava voltando da Colômbia para casa, após um empreendimento de mineração fracassado de três anos. Passaram-se muitos anos desde o último encontro (quando Stephenson era apenas um bebê), e os dois homens foram considerados por testemunhas de seu encontro como tendo pouco em comum. Apesar disso, Stephenson deu a Trevithick £ 50 para ajudar na passagem para casa. Enquanto Stephenson e Gerard reservavam passagem via Nova York, Trevithick embarcou diretamente para Falmouth, chegando lá em outubro de 1827 com poucos pertences além das roupas que vestia. Ele nunca mais voltou para a Costa Rica.

## Projetos posteriores
Recebendo o incentivo de inventores anteriores que haviam alcançado alguns sucessos com empreendimentos semelhantes, Trevithick solicitou ao Parlamento uma concessão, mas não teve sucesso em obtê-la.
Em 1829 ele construiu uma máquina a vapor de ciclo fechado seguida por uma caldeira tubular vertical.
Em 1830, ele inventou uma forma inicial de aquecedor de depósito. Consistia numa pequena caldeira tubular com fumeiro destacável que podia ser aquecido no exterior ou no interior com fumeiro ligado a uma chaminé. Uma vez quente, o recipiente de água quente pode ser girado para onde o calor é necessário e o calor emitido pode ser alterado usando portas ajustáveis.
Para comemorar a aprovação do Projeto de Lei da Reforma em 1832, ele projetou uma coluna maciça de 1 000 pés (300 m) de altura, sendo 100 pés (30 m) de diâmetro na base e afinando para 12 pés (3,7 m) no topo, onde um a estátua de um cavalo teria sido montada. Deveria ser feito de 1 500 peças de 3 metros quadrados (3 m) de ferro fundido e pesaria 6 000 toneladas longas (6 100 t; 6 700 toneladas curtas). Houve um interesse público substancial na proposta, mas ela nunca foi construída.

### Projeto final
Na mesma época, ele foi convidado a fazer algum trabalho de desenvolvimento em um motor de um novo navio em Dartford por John Hall, o fundador da J&E Hall Limited. O trabalho envolveu uma turbina de reação pela qual Trevithick ganhou £ 1 200. Ele se hospedou no hotel The Bull na High Street, Dartford, Kent.